# Pseudochromis pylei
Pseudochromis pylei är en fiskart som beskrevs av Randall och Mccosker, 1989. Pseudochromis pylei ingår i släktet Pseudochromis och familjen Pseudochromidae. Inga underarter finns listade i Catalogue of Life.